# Libánfalva
Libánfalva (románul: Ibănești) falu Maros megyében, Erdélyben, Libánfalva község központja.

## Fekvése
A község Szászrégentől 20 km-re, a Görgény völgyében található.

## Lakossága
Román többségű település, igen csekély magyar lakossággal. Neve onnan vált közismertté, hogy 1990-ben a marosvásárhelyi fekete március során főleg innen, illetve Görgényhodákról szállították be a románokat a magyarok megtámadására.

## Hivatkozások

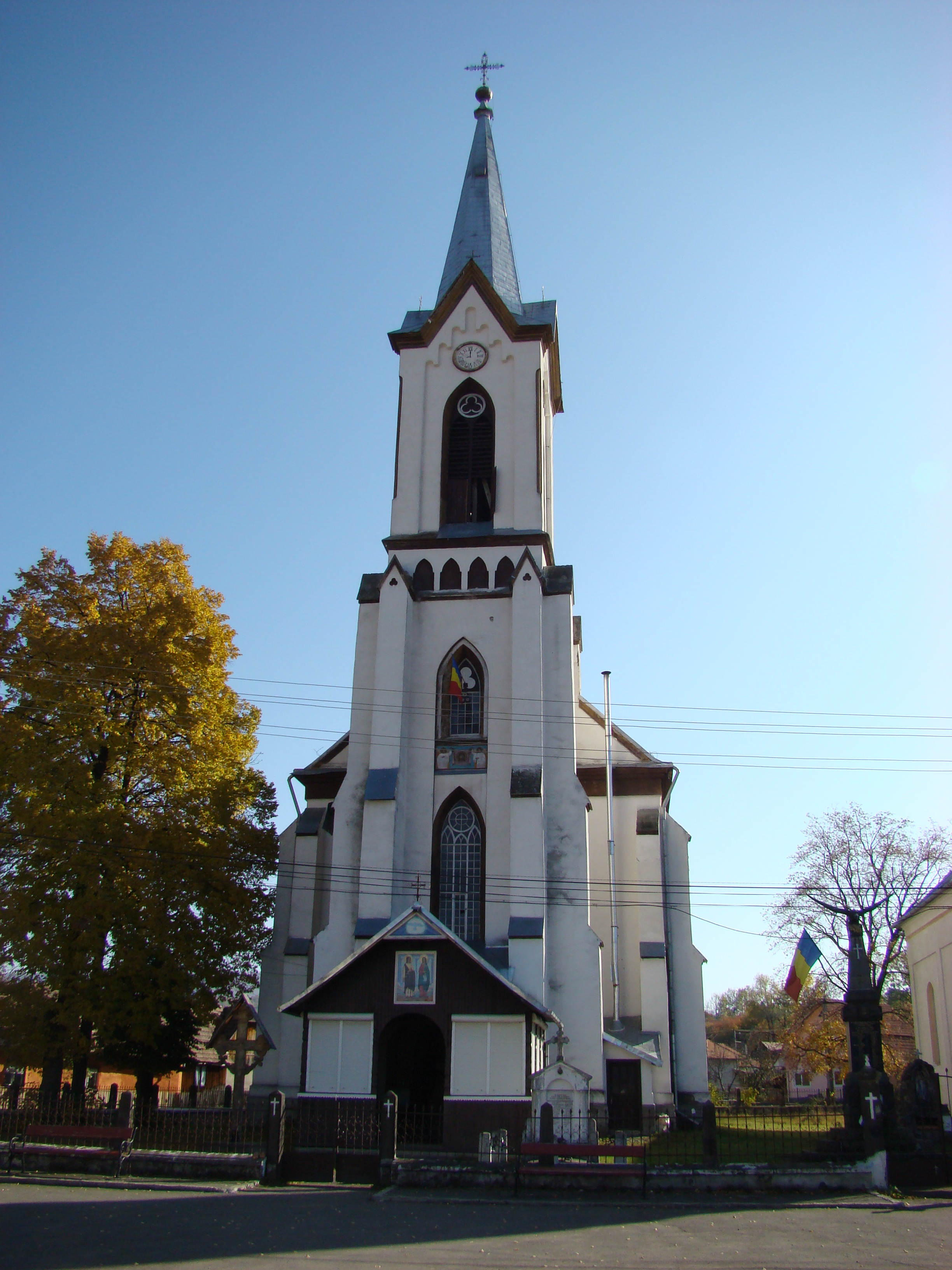
Gustav Wagner tervei alapján 1898-1924 között épült ortodox templom

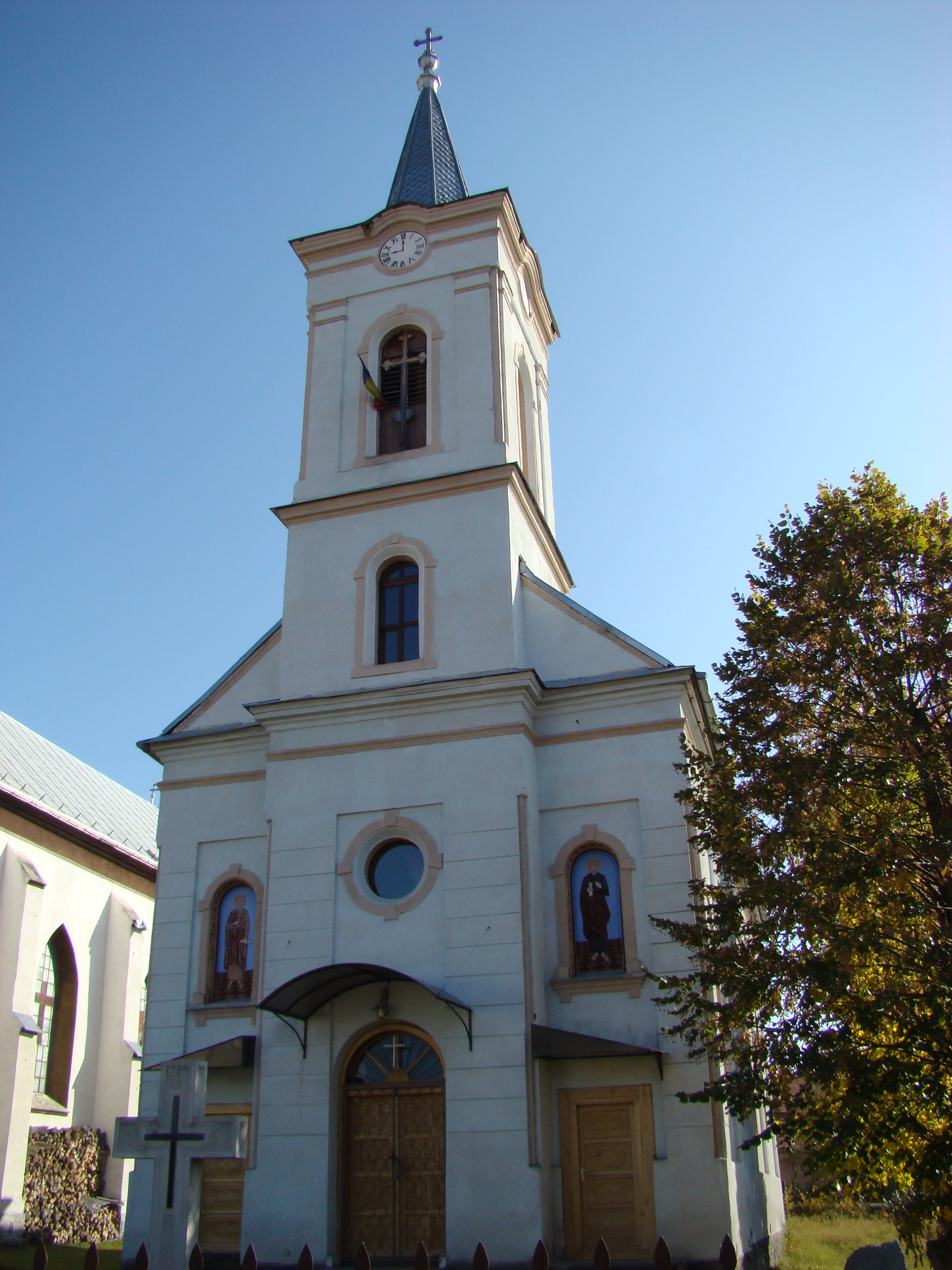
Az 1912-ben épült görög-katolikus templom